# Plua
Plua est une adaptation pour plateforme Palm OS du langage de programmation Lua (version 4.0).

## Spécificités
Cette version de Lua comporte quelques fonctions spécifiques aux Palm :
- des fonctions permettant de créer une interface graphique à travers l'API de Palm OS ;
- des fonctions graphiques (points, lignes, cercles, etc.) ;
- des fonctions d'entrée / sortie sur des fichiers et bases de données ;
- des fonctions de contrôle du port infrarouge.

## Exemple
```
 
-- HelloWorld.lua

 
-- ptitle permet de définir le titre de l'application

 
ptitle
(
"Hello World"
)

 
print
 
(
"Hello, world!"
)

 
-- pevent permet d'attendre la frappe d'une touche ou du stylet (et si besoin d'en récupérer les valeurs)

 
pevent
()

```